# Saint-Estève
Saint-Estève är en kommun i departementet Pyrénées-Orientales i regionen Occitanien i södra Frankrike. Kommunen ligger i kantonen Saint-Estève som tillhör arrondissementet Perpignan. År 2022 hade Saint-Estève 11 673 invånare.

## Befolkningsutveckling
Antalet invånare i kommunen Saint-Estève
| Referens: INSEE |